# Stora Lövtjärnen, Dalarna
Stora Lövtjärnen är en sjö i Mora kommun i Dalarna och ingår i Dalälvens huvudavrinningsområde. Sjön har en area på 0,113 kvadratkilometer och ligger 395,2 meter över havet. Sjön avvattnas av vattendraget Skinnsäckan.

## Delavrinningsområde
Stora Lövtjärnen ingår i det delavrinningsområde (676157-141237) som SMHI kallar för Mynnar i Ryssån. Medelhöjden är 408 meter över havet och ytan är 16,32 kvadratkilometer. Det finns inga avrinningsområden uppströms utan avrinningsområdet är högsta punkten. Skinnsäckan som avvattnar avrinningsområdet har biflödesordning 3, vilket innebär att vattnet flödar genom totalt 3 vattendrag innan det når havet efter 339 kilometer. Avrinningsområdet består mestadels av skog (72 procent) och sankmarker (20 procent). Avrinningsområdet har 0,29 kvadratkilometer vattenytor vilket ger det en sjöprocent på 1,8 procent.